# فیلاندر تاسمانی
فیلاندر تاسمانی (نام علمی: Thylogale billardierii) کیسه‌داری شب‌زی و گیاه‌خوار از تیره درازپایان است که در جنگل‌های بارانی جزیره تاسمانی در جنوب استرالیا زندگی می‌کند. این فیلاندر تنها عضو سرده کیسه‌راسوها است که در این جزیره یافت می‌شود، اگرچه گستره پراکندگیش در گذشته شامل جنوب شرقی استرالیا نیز می‌شد.
فیلاندرهای تاسمانی نر وزن میانگینی برابر با ۱۲ کیلوگرم دارند و قدشان به ۱٫۲–۱ متر می‌رسد. ماده‌ها به وضوح از نرها کوچکترند و وزنشان تنها به ۳٫۹ کیلوگرم می‌رسد.